# Kamala Sohonie
Kamala Sohonie (Indore, 18 de junio de 1911 o 1912-Nueva Delhi, 28 de junio de 1998) fue una bioquímica india pionera, que en 1939 se convirtió en la primera mujer india en recibir un doctorado en una disciplina científica. Su aceptación y trabajo en el Instituto Indio de Ciencias, Bangalore, allanó el camino para que las mujeres fueran aceptadas en la institución por primera vez en su historia.
Su investigaciones profundizaron en los efectos de las vitaminas y en los valores nutritivos de las legumbres, el arroz y los grupos de alimentos consumidos por algunos de los sectores más pobres de la población india. Su trabajo sobre los beneficios nutricionales del extracto de palma llamado 'Neera' se inspiró en la sugerencia del entonces presidente Rajendra Prasad. Recibió el premio Rashtrapati por este trabajo.

## Estudios
Kamala Sohonie (de soltera Bhagvat) nació en Indore, Madhya Pradesh, India. Su padre, Narayanarao Bhagvat, así como su tío, Madhavrao Bhagvat, eran químicos y exalumnos del antiguo Instituto de Ciencias Tata (que más tarde se convirtió en el Instituto Indio de Ciencias) en Bangalore. Siguió la "tradición familiar" y se graduó en 1933 con una licenciatura en Química (principal) y Física (secundaria) de la Universidad de Bombay.
Luego, solicitó una beca de investigación en el Instituto de Ciencias de la India, pero su solicitud fue rechazada por el entonces director y premio Nobel C. V. Raman con el argumento de que las mujeres no se consideraban lo suficientemente competentes para realizar una investigación. Respondió al rechazo con una 'satyagraha' afuera de la oficina de Raman, lo que lo persuadió de que se le concediera la admisión, pero con tres condiciones:
- No se le permitirá ser candidata regular y estará a prueba durante el primer año. También será conocida en todo el campus después de que tenga éxito en su trabajo.
- Deberá trabajar hasta altas horas de la noche según las instrucciones de su guía.
- No debe estropear el entorno del laboratorio (no debe ser una 'distracción' para los investigadores masculinos)

Aunque reconocidamente se sintió humillada por ellos, aceptó las condiciones, convirtiéndose en 1933 en la primera mujer admitida en el instituto. Más tarde dijo: «Aunque Raman era un gran científico, era muy estrecho de miras. Nunca podré olvidar la forma en que me trató solo porque era mujer. Incluso entonces, Raman no me admitió como estudiante regular. Esto fue un gran insulto para mí. Los prejuicios contra las mujeres eran tan graves en aquella época. ¿Qué se puede esperar si incluso un premio Nobel se comporta de esa manera?» También después de un año, muchas mujeres fueron admitidas en la institución.

## Carrera e investigación
Su mentor en el Instituto fue Sri Srinivasayya. Durante su estadía aquí, trabajó en proteínas de la leche, las legumbres y las leguminosas (un tema que fue especialmente significativo en el contexto indio). Su dedicación y capacidad de investigación influyeron en la decisión de Raman de permitir que las mujeres ingresen al IISc un año después de que completó su maestría con una distinción en 1936.
Luego fue invitada a la Universidad de Cambridge de Reino Unido para trabajar con Derek Richter en el laboratorio Frederick G. Hopkins. Fue alumna del Newnham College, donde se matriculó en 1937 y estudió el Tripos de Ciencias Naturales Biológicas. Cuando Richter se fue, trabajó con Robin Hill y estudió los tejidos vegetales. A partir de su trabajo con las patatas, descubrió la enzima 'Citocromo C' que desempeña un papel esencial en la cadena de transporte de electrones (el proceso por el cual se crea energía para los organismos), que se encuentra en las plantas y en las células humanas y animales. Su tesis sobre el tema se completó en catorce meses y tuvo cuarenta páginas, lo que se aleja de las tesis doctorales que generalmente suelen ser mucho más largas.
Luego de doctorarse regresó a la India en 1939. Como partidaria de Mahatma Gandhi, quiso volver a su país y contribuir a la lucha nacionalista. Fue nombrada profesora y directora del Departamento de Bioquímica del Lady Hardinge Medical College de Nueva Delhi. Posteriormente, trabajó en el Laboratorio de Investigación en Nutrición de Coonoor como subdirectora adjunta, centrándose en los efectos de las vitaminas.
Se casó con M. V. Sohonie, un actuario, en 1947 y se mudó a Bombay. Se incorporó al Royal Institute of Science como profesora en el Departamento de Bioquímica y trabajó en los aspectos nutricionales de las legumbres. Se cree que su eventual nombramiento para el puesto de directora del Instituto se retrasó cuatro años debido a los prejuicios de género existentes en la comunidad científica. Durante este período, junto con sus estudiantes llevaron a cabo una importante investigación sobre tres grupos de alimentos que son consumidos mayoritariamente por los sectores de personas económicamente desfavorecidas en la India. 
Comenzó a trabajar en 'Neera' (savia extraída de la inflorescencia de varias especies de palmeras de toddy) por sugerencia del entonces presidente de la India, Rajendra Prasad. Encontró cantidades significativas de vitamina A, vitamina C y hierro en la bebida, y que estos elementos pueden sobrevivir a la concentración de Neera en azúcar de palma y melaza.
Estudios posteriores indicaron que la inclusión de Neera en las dietas de niños adolescentes desnutridos y mujeres embarazadas de comunidades tribales como un suplemento dietético económico condujo a una mejora significativa en la salud. Fue galardonada con el premio Rashtrapati por su trabajo en este tema.

## Muerte y legado
Fue un miembro activo de la Consumer Guidance Society of India (CGSI). Fue elegida presidenta de la CGSI para el período 1982-1983 y también fue autora de artículos sobre seguridad del consumidor para la revista de la organización llamada Keemat.
Falleció en 1998, poco después de colapsar durante una ceremonia de homenaje organizada por el Consejo Indio de Investigación Médica (ICMR) en Nueva Delhi.